# MMA 57
Az MMA 57 sír egy ókori egyiptomi, XXV. dinasztia kori sír Dejr el-Bahariban, az ókori Théba nekropoliszában. A thébai nekropolisz a mai Luxorral szemben, a Nílus nyugati partján helyezkedik el. A sír Hatsepszut halotti temploma udvarának falánál található, az MMA 56 sír mellett, és a XXIII. vagy a XXIV. dinasztia korára datálható; eredeti tulajdonosa egy bizonyos Harwa volt, akinek múmiáját törött koporsódarabok alatt találták meg. A sírt már az ókorban kirabolták.
A sírt Herbert Eustis Winlock fedezte fel és tárta fel a Metropolitan Művészeti Múzeum megbízásából folytatott ásatásai során, 1923–24-ben. Harwa múmiáján kívül még a Halottak Könyve egy szépen kidolgozott példánya került elő a sírból, papiruszon; valószínűleg egy másik, közeli sír kirablásakor keveredett valahogy ebbe a sírba. A papirusz tulajdonosa egy bizonyos Hamhór volt, aki a XXVI. dinasztia idején élt, és Ámon prófétája, valamint Théba polgármestere volt.

## Lásd még
- MMA sírok listája

## Fordítás
- Ez a szócikk részben vagy egészben  a   MMA 57 című angol Wikipédia-szócikk ezen változatának fordításán alapul.  Az eredeti cikk szerkesztőit annak laptörténete sorolja fel. Ez a jelzés csupán a megfogalmazás eredetét és a szerzői jogokat jelzi, nem szolgál a cikkben szereplő információk forrásmegjelöléseként.